# Žan Karničnik
Žan Karničnik, né le 18 septembre 1994 à Slovenj Gradec, est un footballeur international slovène, qui joue au poste d'arrière droit au NK Celje.

## Biographie

### En club
Žan Karničnik commence sa carrière au NK Radlje ob Dravi en 2013.
En 2015, il rejoint l'équipe réserve du NK Maribor. Il dispute son seul et unique match avec l'équipe première le 14 mai 2017 face au NK Aluminij, son premier match en championnat de Slovénie.
En 2017, Karničnik rejoint le NŠ Mura, avec qui il remporte à l'issue de sa première saison le championnat de deuxième division slovène. Lors de la saison 2020-2021, il participe à la conquête du premier titre de champion de Slovénie de l'histoire du club.
En janvier 2022, Karničnik rejoint le Ludogorets Razgrad, suivant son entraîneur au NŠ Mura, Ante Šimundža. À la fin de la saison, il est sacré champion de Bulgarie. À la fin du mois d'août 2022, son transfert au Lillestrøm SK est annulé en raison de documents transmis trop tard par le club bulgare pour terminer le transfert avant la clôture du mercato.
Le 22 décembre 2022, il est prêté avec option d'achat au NK Celje pour toute la durée de l'année 2023. En 2024, après l'obtention du titre de champion de Slovénie, il est élu meilleur joueur du championnat par le syndicat des footballeurs professionnels slovènes.

### En sélection
Le 8 octobre 2021, Žan Karničnik honore sa première sélection en équipe de Slovénie face à Malte en qualifications à la Coupe du monde 2022.
En mai 2024, il est sélectionné par Matjaž Kek dans la liste élargie pour préparer l'Euro 2024. Il fait aussi partie de la liste finale de 26 joueurs qui disputent la compétition. Karničnik est titularisé lors du premier match face au Danemark, puis marque le but de l'ouverture du score lors de la deuxième rencontre face à la Serbie, à la conclusion d'une action qu'il a lui même initié par sa récupération de balle.

## Palmarès
- NK Maribor
  - Vainqueur du Championnat de Slovénie en 2017

- NŠ Mura
  - Vainqueur du Championnat de Slovénie en 2021
  - Vainqueur de la Coupe de Slovénie en 2020
  - Vainqueur du Championnat de Slovénie de deuxième division en 2018

- Ludogorets Razgrad
  - Vainqueur du Championnat de Bulgarie en 2022

- NK Celje
  - Vainqueur du Championnat de Slovénie en 2024